# Josep Ayala
Josep Manel Ayala (ur. 8 kwietnia 1980 w Sant Julià de Lòria) – andorski piłkarz występujący na pozycji pomocnika. Zawodnik klubu FC Andorra.

## Kariera klubowa
Ayala seniorską karierę rozpoczął w 2000 roku w andorskim klubie FC Andorra, grającym w jednej z regionalnych lig Hiszpanii. W 2002 roku przeszedł do FC Santa Coloma z Primera Divisió. W 2003 roku zdobył z zespołem mistrzostwo Andory oraz Puchar Andory. W tym samym roku wrócił do FC Andorra, jednak po roku ponownie trafił do FC Santa Coloma. W 2005 roku po raz drugi wygrał z nim rozgrywki Pucharu Andory.
W 2005 roku Ayala odszedł także do francuskiego US Luzenac z CFA. W 2006 roku powrócił do FC Santa Coloma. W 2007 roku zdobył z nim Puchar Andory i Superpuchar Andory, a w 2008 roku mistrzostwo Andory. W tym samym roku wyjechał do Hiszpanii, by grać w tamtejszym czwartoligowcu CD Binéfar. W 2009 roku po raz kolejny przeszedł do klubu FC Santa Coloma, z którym w 2010 roku zdobył następne mistrzostwo kraju.
W 2010 roku Ayala odszedł do FC Andorra, w którym zaczynał karierę.

## Kariera reprezentacyjna
W reprezentacji Andory Ayala zadebiutował 27 marca 2002 roku w zremisowanym 1:1 towarzyskim meczu z Maltą. 9 lutego 2011 roku w przegranym 1:2 towarzyskim meczu z Mołdawią strzelił pierwszego gola w drużynie narodowej.